# Shuto Minami
Shuto Minami (født 5. maj 1993) er en japansk fodboldspiller, som spiller for den japanske fodboldklub Montedio Yamagata.